# إس بي بالاسوبراهمانيام
إس بي بالاسوبراهمانيام (بالتيلوغوية: బాలసుబ్రహ్మణ్యం) هو مغني وملحن ومغني أفلام وممثل هندي (وحمل سابقاً جنسية الراج البريطاني)، ولد في 4 يونيو 1946 في الهند. من الجوائز التي نالها جائزة الفيلم الوطني لأفضل مطرب تشغيل ‏ وجائزة فيلم فير جنوب وجوائز ناندي ‏ وبادما بوشان ‏.

## جوائز
- جائزة الفيلم الوطني لأفضل مطرب تشغيل [الإنجليزية]‏
- جائزة فيلم فير جنوب
- جوائز ناندي [الإنجليزية]‏
- بادما بوشان [الإنجليزية]‏

## وصلات خارجية
- إس بي بالاسوبراهمانيام على موقع IMDb (الإنجليزية)
- إس بي بالاسوبراهمانيام على موقع ميوزك برينز (الإنجليزية)
- إس بي بالاسوبراهمانيام على موقع ديسكوغز (الإنجليزية)
- إس بي بالاسوبراهمانيام على موقع قاعدة بيانات الفيلم (الإنجليزية)